# Piz Ot
Piz Ot to szczyt w paśmie Albula-Alpen, w Alpach Retyckich. Leży we wschodniej Szwajcarii, w kantonie Gryzonia. Leży między doliną Engadyny na południu, a Val Bever na północnym wschodzie. Na południe od szczytu znajdują się też Piz Padella, Piz Corviglia, Piz Nair i Las Trais Fluors, jest to też rejon w którym znajdują się miejscowości Sankt Moritz, Celerina/Schlarigna i Samedan.